# علی ابوحسون
علی ابوحسون (انگلیسی: Ali Abu Hassun; نامشخص – سپتامبر ۱۵۵۴) نایب‌السلطنه حکومت وطاسیان از سال ۱۵۴۹ تا ۱۵۵۴ بود.
در سال ۱۵۴۵ ابو العباس الوطاسی توسط سعدیان اسیر شده و ناصرالدین القصری محمد بن احمد پسر کوچکش به حکومت رسید و علی ابوحسون به عنوان نایب‌السلطنه انتخاب شد، پس از دو سال ابو العباس آزاد شده و به سلطنت بازگشت اما در سال ۱۵۴۹ در جنگ با سعدیان کشته شد و علی ابوحسون دوباره نایب‌السلطنه شد، اما چون کشورش توسط سعدیان اشغال شده بود، به او پیشنهاد پناهندگی در الجزیره عثمانی داده شد. وی در سال ۱۵۵۴ در نبرد تادلا شکست خورد و کشته شد و سرانجام حکمرانی دودمان وطاسی پایان یافت.